# Kgotso Nkgatho
Kgotso Nkgatho (Ventersburg, 1953) é um ator, autor, roteirista, produtor e diretor sul-africano, famoso por seu papel em Mopheme.

## Início da vida
Kgotso Nkgatho nasceu em Mmamahabane, Ventersburg, Estado Livre, na África do Sul, em 1953. Criado por uma família de professores, seu amor pelos livros começou desde cedo. Em 1973, estudou para obter o Diploma de Professor no Tshiya Teachers Training College, em QwaQwa, e no ano de 1975, ele conquistou o título de Professor do Ensino Médio no Tshiya College of Education, também em QwaQwa, além de diplomas em Educação Sênior e Ensino Superior na então Vista University.
Em seguida, abandonou a educação para se concentrar totalmente na apresentação e produção de dramas Sesotho em Auckland Park, Joanesburgo. Foi nesse período que soube das audições para Mopheme, um drama de TV em Sesotho de 19 episódios, que confirmou sua reputação como o melhor ator de língua Sesotho na televisão local e lhe rendeu o prêmio The Star Tonight Awards na categoria de Melhor Ator na década de 1990.

## Carreira de autor e drama de rádio
Como professor de 24 anos em Heilbron, uma pequena cidade agrícola no Estado Livre, ele escreveu sua primeira série de drama de rádio em 1977. Foi transmitido pela Rádio Sesotho (Lesedi FM) e lhe rendeu o primeiro prêmio de 200 randes sul-africano durante uma competição de drama de rádio. Ele publicou livros como 'Ke etse Jwang'? (Drama), que ganhou o primeiro prêmio nas competições de drama Shutter & Shooter nos anos 90, bem como "Dinyane La Tshepe Sebalamakgulowo", que ganhou o segundo prêmio no Concurso de contos Van Schaik, também nos anos 90.

## Prêmios e reconhecimento
Em 2019, ele foi premiado com o prêmio pelo conjunto da obra pelo South African Film and Television Awards (Saftas). A Universidade Central de Tecnologia do Estado Livre conferiu-lhe o título de Doutor Honoris Causa em Comunicação e Prática da Linguagem para Kgotso Nkgatho na cerimônia de formatura virtual da turma de 2020.